# Кубок світу з біатлону 2010—2011 — етап 4
Четвертий етап Кубка світу з біатлону 2010-11 проходив в Обергофі, Німеччина, з 5 січня по 9 січня 2011.

## Розклад
Розклад змагань на ведено за даними biathlonworld.com.
| Дата    | Час       | Змагання                      |
| ------- | --------- | ----------------------------- |
| 5 січня | 17:30 CET | естафета 4 x 7,5 км, чоловіки |
| 6 січня | 19:30 CET | естафета 4 x 6 км, жінки      |
| 7 січня | 17:30 CET | спринт 10 км, чоловіки        |
| 8 січня | 17:40 CET | спринт 7,5 км, жінки          |
| 9 січня | 15:30 CET | мас-старт 15 км, чоловіки     |
| 9 січня | 18:15 CET | мас-старт 12,5 км жінки       |

## Переможці й призери

### Чоловіки
| Гонка:                                                                    | Золото:                                                              | Час                                           | Срібло:                                                          | Час                                                       | Бронза:                                                                | Час                                                       |
| Естафета 4 x 7,5 км Протокол [Архівовано 8 січня 2011 у Wayback Machine.] | Німеччина Крістоф Штефан Александер Вольф Арнд Пайффер Міхаель Грайс | 1:23:53.0 (1+3) (0+0) (0+2) (0+2) (0+3) (0+3) | Чехія Зденек Вітек Ярослав Соукуп Ондрей Моравець Міхал Шлезінгр | 1:26:15.8 (0+1) (0+0) (0+2) (1+3) (1+3) (0+0) (0+2) (1+3) | Норвегія Александер Ус Ларс Бергер Руне Братсвеен Уле-Ейнар Б'єрндален | 1:26:17.0 (0+2) (2+3) (0+1) (4+3) (0+1) (0+2) (0+0) (0+2) |
| Спринт 10 км Протокол [Архівовано 11 січня 2011 у Wayback Machine.]       | Тар'єй Бо Норвегія                                                   | 25:49.7 (0+1)                                 | Арнд Пайффер Німеччина                                           | 26:06.4 (0+1)                                             | Міхал Шлезінгр Чехія                                                   | 26:10.4 (0+0)                                             |
| Мас-старт 15 км Протокол [Архівовано 12 січня 2011 у Wayback Machine.]    | Тар'єй Бо Норвегія                                                   | 39:51.3 (0+1+0+1)                             | Еміль Хегле Свендсен Норвегія                                    | 39:53.7 (1+0+2+0)                                         | Іван Черезов Росія                                                     | 39:55.4 (0+0+1+1)                                         |

### Жінки
| Гонка:                                                                   | Золото:                                                                | Час                                                       | Срібло:                                                     | Час                                                       | Бронза:                                                                 | Час                                                       |
| Естафета 4 x 6 км Протокол [Архівовано 8 січня 2011 у Wayback Machine.]  | Швеція Єнні Юнссон Анна Карін Зідек Анна Марія Нільссон Гелена Екгольм | 1:17:53.1 (0+1) (0+0) (0+0) (1+3) (0+1) (0+2) (0+1) (0+0) | Франція Анаїс Бескон Марі Дорен Полін Макабі Марі Лор Брюне | 1:18:45.4 (0+2) (0+2) (0+0) (0+0) (0+0) (3+3) (0+0) (0+2) | Білорусь Надія Скардіно Дарія Домрачова Надія Писарєва Людмила Калінчік | 1:19:24.5 (0+0) (1+3) (0+0) (0+3) (0+2) (0+2) (0+2) (0+1) |
| Спринт 7,5 км Протокол [Архівовано 11 січня 2011 у Wayback Machine.]     | Анн Крістін Флатланд Норвегія                                          | 23:29.5 (1+0)                                             | Маґдалена Нойнер Німеччина                                  | 23:35.2 (1+1)                                             | Андреа Генкель Німеччина                                                | 23:44.7 (0+1)                                             |
| Мас-старт 12,5 км Протокол [Архівовано 12 січня 2011 у Wayback Machine.] | Гелена Екгольм Швеція                                                  | 39:22.9 (0+0+0+0)                                         | Андреа Генкель Німеччина                                    | 39:24.5 (0+1+1+0)                                         | Світлана Слєпцова Росія                                                 | 39:28.1 (0+0+0+0)                                         |

## Досягнення
Найкращі результати в кар'єрі
| - Лоїс Абер (FRA), 10 в спринті - Андрейс Расторгуєвс (LAT), 40 в спринті - Володимир Аленішко (BLR), 50 в спринті - Піт Беєр (GBR), 87 в спринті | - Анн Крістін Флатланд (NOR), 1 в спринті - Катерина Юрлова (RUS), 6 в спринті - Лора Спектор (USA), 19 в спринті - Сюй Інхуей (CHN), 33 в спринті - Надія Писарєва (BLR), 35 в спринті - Настасія Дуборєзова (BLR), 46 в спринті - Доротея Вірер (ITA), 65 в спринті - Мартіна Храпалова (SVK), 67 в спринті - Вікторія Падьял-Ернандес (ESP), 77 в спринті - Лаура Тойванен (FIN), 79 в спринті |

Перша гонка Кубка світу
| - Людвіг Ехрхарт (KAZ), 86 в спринті - Іван Златев (BUL), 91 в спринті - Лі Суйон (KOR), 96 в спринті - Томс Праулітіс (LAT), 97 в спринті | - Леа Йоганідесова (CZE), 50 в спринті - Ван Юе (CHN), 70 в спринті - Дарія Юрлова (EST), 80 в спринті |